# Adolf Schmal
Felix Adolf Schmal, né le 18 septembre 1872 à Dortmund et mort le 28 août 1919 à Salzbourg, est un cycliste et journaliste sportif autrichien, champion olympique lors des Jeux olympiques de 1896 à Athènes.

## Biographie
En 1894, avec son ami Franz Gerger, ils font Vienne-Paris (1 222 km) en 5 jours et 14 heures,.
Adolf Schmal est le premier autrichien à s'inscrire aux Jeux olympiques d'Athènes, ayant annoncé sa participation dès le début de l'année. Il s'inscrit dans quatre des cinq épreuves de cyclisme disputées sur piste. Le 8 avril, il abandonne comme seize autres coureurs sur la course des 100 kilomètres. Trois jours plus tard, s'aligne sur le 10 kilomètres où il termine à la troisième place, loin derrière le duo français Paul Masson et Léon Flameng. Il enchaîne avec l'épreuve du tour de piste (333 mètres) où il réussit également une bonne performance, se classant tout d'abord deuxième à égalité avec Stamátios Nikolópoulos avec un temps de 26 secondes. Une nouvelle manche est concourue afin de les départager. Schmal s'incline finalement en 26 s 6 et prend de nouveau la troisième place. Le 13 avril, il participe à la course de 12 heures avec entraîneurs, ultime épreuve des Jeux. Il parvient à parcourir non sans mal 315 kilomètres sous un mauvais temps, distançant seulement d'un tour de piste le dernier concurrent en course, le britannique Frank Keeping.
Entretemps, Schmal a également disputé l'épreuve de sabre dans le tournoi d'escrime. Pressenti comme étant l'un des favoris, il remporte ses deux premiers assauts face à Ioannis Georgiadis et Holger Nielsen avant que la famille royale ne fasse son entrée dans le Zappéion. Les organisateurs décident alors de recommencer le tournoi afin que le roi Georges puissent suivre l'intégralité de la compétition. Schmal ne remporte finalement qu'un seul assaut contre Georgios Iatridis, se classant ainsi quatrième sur cinq.
Journaliste sportif de profession, Adolf Schmal profite de sa présence à Athènes pour couvrir les évènements pour le journal Centralblatts für Radsport und Athletik en collaboration avec le nageur Paul Neumann. Il a aussi travaillé pour le Wiener Tagblatt. Il signait ses articles sous le pseudonyme de Filius. Après avoir participé à la fin des années 1890 à de nombreuses courses sur piste, sur route et des épreuves d'endurance aussi bien en France qu'en Italie, il se tourne peu à peu au début du 20e siècle au motocyclisme et à l'automobilisme. Il fonde en 1900 le magazine hebdomadaire Allgemeine Automobil-Zeitung, puis publie en 1904 un ouvrage remarqué à l'intention des conducteurs intitulé Ohne Chauffeur. Ein Handbuch. Ses articles ont fait de lui l'un des écrivains les plus compétents en matière automobile et l'un journalistes sportifs les plus en vue en Autriche-Hongrie en son temps.
Son fils Adolf Jr. a disputé les épreuves de tir aux Jeux olympiques de 1912 à Stockholm.

## Palmarès
- Cyclisme aux Jeux olympiques de 1896 à Athènes :
  -  Champion olympique sur l'épreuve des 12 heures.
  -  Médaille de bronze sur le contre-la-montre (tour de piste de 333 m)
  -  Médaille de bronze sur le 10 kilomètres.